# Andy Rojas
Andy Emanuel Rojas Maroto (ur. 5 grudnia 2005 w Grecii) – kostarykański piłkarz występujący na pozycji napastnika, reprezentant Kostaryki, od 2022 roku zawodnik Herediano.
Jest bratankiem Óscara Rojasa, również piłkarza.